# Список синглов № 1 в США в 2015 году (Billboard)

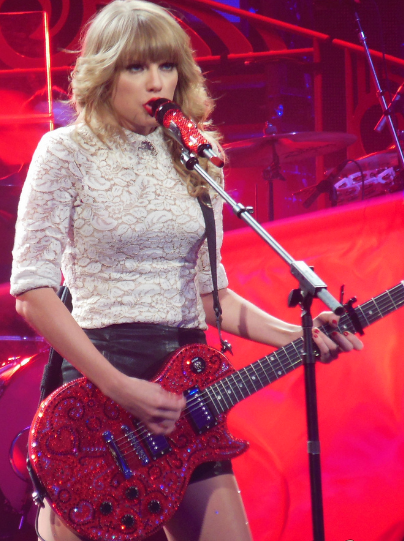
Тейлор Свифт с синглом «Blank Space» открыла чарт 2015 года (в сумме 6-я и 7-я недели на вершине хит-парада)

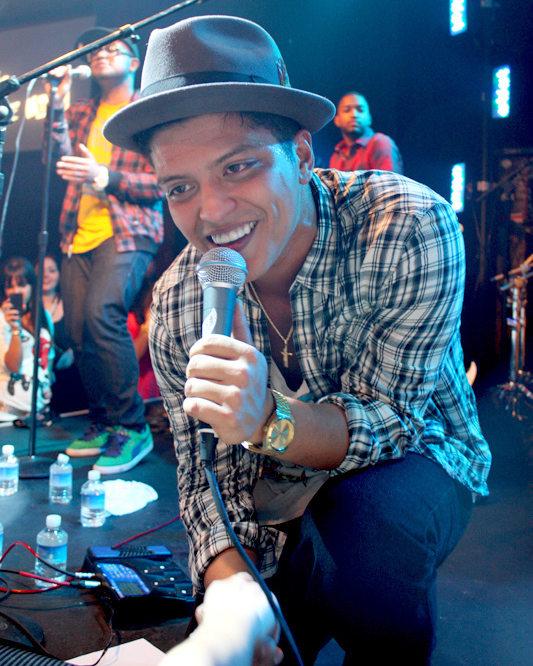
Бруно Марс и Марк Ронсон с синглом «Uptown Funk» дольше всех пробыли на первом месте

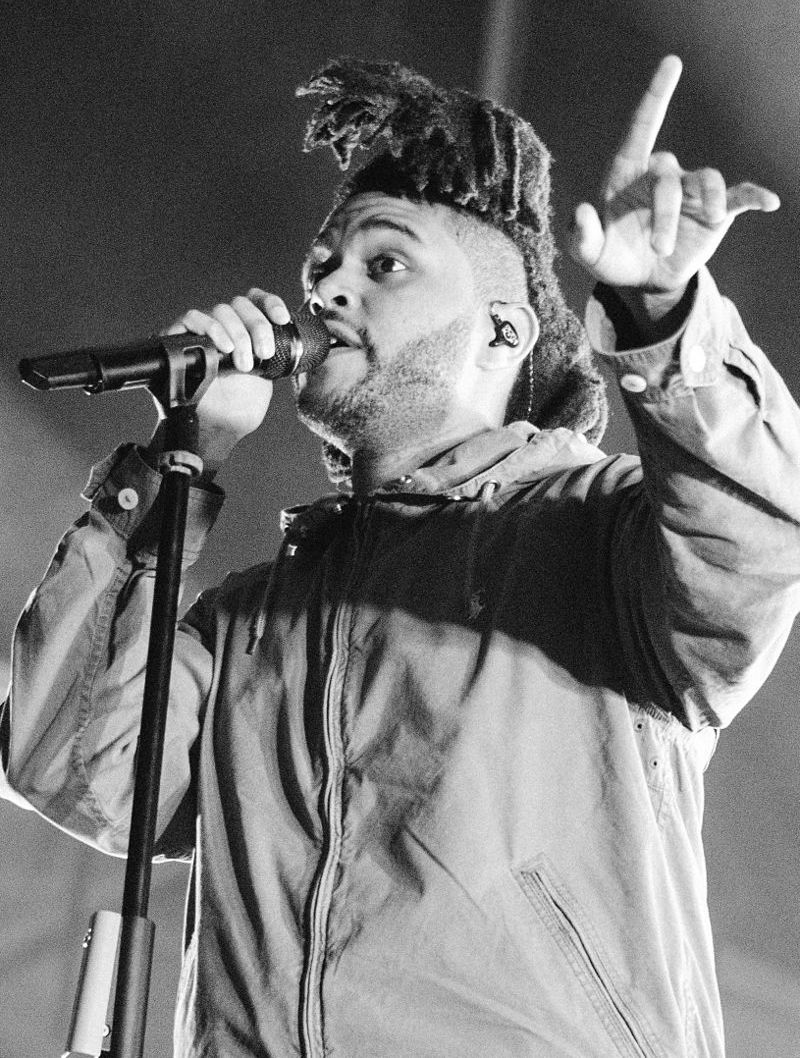
The Weeknd с синглом «The Hills» был на первом месте

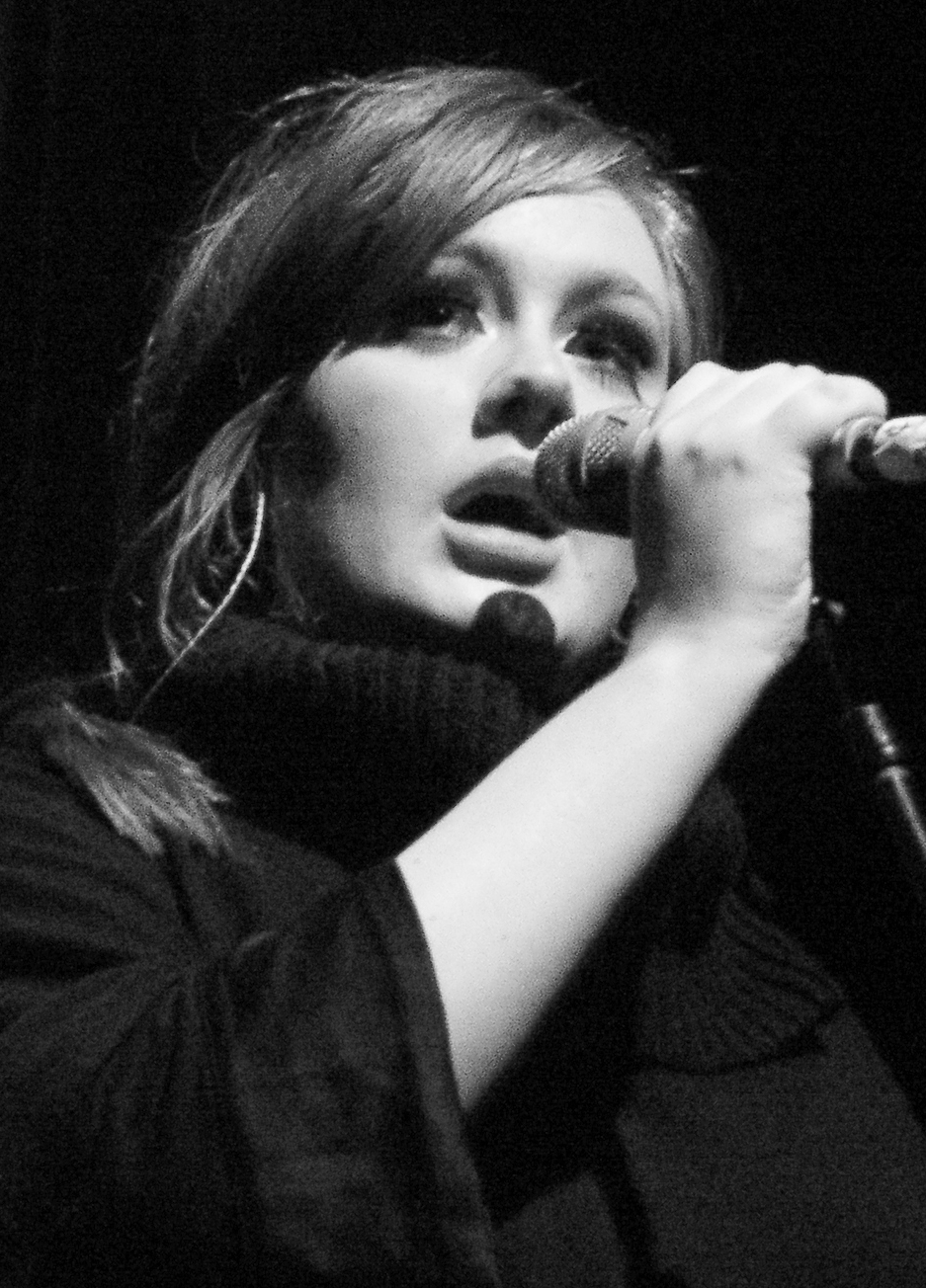
Адель с синглом «Hello» дебютировала на первом месте

Список синглов № 1 в США в 2015 году включает синглы, возглавлявшие главный хит-парад Северной Америки по итогам каждой из недель 2015 года (данные становятся известны заранее, так как публикуются на неделю вперёд). В нём учитываются наиболее продаваемые синглы (песни) исполнителей США, как на физических носителях (лазерные диски, грампластинки, кассеты), так и в цифровом формате (mp3, просмотр видео, радиоэфиры и другие). Составляется редакцией старейшего музыкального журнала США Billboard и поэтому называется Billboard Hot 100 («Горячая Сотня» журнала Billboard).

## Общие сведения
- Сингл «Uptown Funk!» (Марк Ронсон при участии Бруно Марса) стал для Бруно его 6-м чарттоппером в США после B.o.B’s «Nothin' on You» (2010, где он был приглашенным певцом), «Just the Way You Are» (4 недели № 1, 2010), «Grenade» (4 недели № 1, 2011), «Heaven» и «When I Was Your Man» (1 неделя № 1, 2013). Марк Ронсон ранее попадал в горячую сотню синглов Billboard Hot 100 как автор и сопродюсер сингла «Rehab» певицы Amy Winehouse (№ 9, 2007) и как сопродюсер Mars'«Locked Out of Heaven» (6 недель № 1, 2012-13), а также как соавтор хита «Hurt» певицы Christina Aguilera (№ 19, 2006)[5].
- 21 марта сингл «Uptown Funk!» (Марк Ронсон при участии Бруно Марса) стал 29-м хитом в истории, которому удалось продержаться 10 или более недель на № 1 в хит-параде США (это около 3 % из 1,041 чарттопперов, начиная с 4 августа 1958 года). «Funk» также 10 недель возглавляет цифровой чарт Digital Songs (8 марта) и по 8 недель два других интернет-чарта: Streaming Songs и On-Demand Songs, а также 7 недель № 1 в Radio Songs. То есть этот хит 6 недель одновременно возглавляет все три главных составляющих компонента объединённого хит-парада Hot 100 (Digital Songs, Radio Songs и Streaming Songs)[6].
- 11 апреля сингл «Uptown Funk!» (Марк Ронсон при участии Бруно Марса) стал 10-м хитом в истории, которому удалось продержаться 13 или более недель на № 1 в хит-параде США (начиная с 4 августа 1958 года). «Funk» также 13 недель возглавляет цифровой чарт Digital Songs (повтор рекорда этого цифрового чарта, где единоличным лидером был рэпер Flo Rida с хитом 2007-08 годов «Low» при участии T-Pain), 11 недель возглавляет интернет-чарт Streaming Songs, а также 10 недель № 1 в Radio Songs. То есть этот хит 9 недель одновременно возглавляет все три главных составляющих компонента объединённого хит-парада Hot 100 (Digital Songs, Radio Songs и Streaming Songs), что также является рекордом. Ранее сингл 11 недель возглавлял основанный на подписной интернет-службе чарт On-Demand Songs, где его в эту неделю сменил хит «Sugar» группы Maroon 5 (и 3 недели на № 2 в Hot 100)[7]. В итоге сингл продержался 14 недель на № 1 в Hot 100 (2-й результат в истории)[8], а также по 12 недель № 1 в Digital Songs, Radio Songs и Streaming Songs[9].
- 25 апреля сингл «See You Again» американского рэпера Wiz Khalifa при участии Charlie Puth возглавил чарты Hot 100, Digital Songs, On-Demand Songs, Streaming Songs, Hot R&B/Hip-Hop Songs, Hot Rap Songs и Billboard + Twitter Top Tracks[9]. 16 мая он продлил своё лидерство до 4-х недель на № 1 в Hot 100, Streaming Songs, On-Demand Songs, Hot R&B/Hip-Hop Songs, Hot Rap Songs и до 5 недель в Digital Songs[10].
- 16 мая сингл «Uptown Funk!» (Марк Ронсон при участии Бруно Марса) поставил абсолютный рекорд: он дольше всех продержался в лучшей тройке синглов Hot 100. Пять лидеров по этому показателю: 21 неделя, «Uptown Funk!» (Mark Ronson feat. Bruno Mars, 2014-15), 19 недель, «Smooth», (Santana feat. Rob Thomas, 1999—2000), 18 недель, «We Belong Together» (Mariah Carey, 2005), 18 недель, «Un-Break My Heart», Toni Braxton, 1996-97), 17 недель («All About That Bass», Meghan Trainor, 2014)[10].
- 6 июня сингл «Bad Blood» американской певицы Тейлор Свифт при участии Кендрика Ламара возглавил Hot 100 (1043-й с 4 августа 1958), сразу поднявшись с № 53 на № 1 (и 26-1 в чарте Digital Songs), и став трижды Top Gainer: самым быстро восходящим синглом во всех трёх основных компонентах чарта (digital sales, streaming и airplay). Это произошло спустя неделю после премьеры песни на церемонии Billboard Music Awards, прошедшей 17 мая на ABC. 4-й в карьере Свифт чарттоппер после «We Are Never Ever Getting Back Together» (3 недели № 1, 2012), «Shake It Off» (4 недели № 1, 2014) и «Blank Space» (7 недель № 1, 2014-15), причём последние три все с одного альбома «1989». Впервые за пять лет одному исполнителю (женщине-певице) удалось выдать сразу три сингла № 1 с одного альбома. Ранее это сделала Адель и её альбом «21» (2011-12): «Rolling in the Deep», «Someone Like You» и «Set Fire to the Rain» (в альбомной версии «Blood» поёт только сама Тейлор, без Ламара, который был добавлен в сингловой версии). Это 18-й сингл Тейлор в десятке лучших Top-10 (Hot 100), и 4-й сингл с диска «1989», ранее ещё «Style» достигал № 6[11].
- 22 августа 2015 года хит-парад возглавила песня «Can’t Feel My Face» певца The Weeknd (Abel Tesfaye) после трёх недель нахождения на втором месте (1045-й чарттоппер в истории Hot 100 с 1958 года и 1-й в карьере певца). Он также возглавил чарты Radio Songs, Hot R&B/Hip-Hop Songs (4 недели на первом месте) и Pop Songs[12].
- 26 сентября сингл «Can’t Feel My Face» певца The Weeknd в третий раз вернулся на первое место и одновременно с другим хитом («The Hills») занял ещё и второе место, что стало первым подобным случаем с 2009 года и 10 в истории (как у лидирующего певца, а в сумме с другими артистами при его участии 16-м). «Can’t Feel My Face» также возглавляет Radio Songs (6 недель) и Billboard’s Hot R&B/Hip-Hop Songs (9 недель). В июле 2014 года два первых места занимала Iggy Azalea: № 1 — «Fancy» (при участии Charli XCX) и № 2 — Ariana Grande’s «Problem» (при участии Azalea). В 2009 году одновременно два первых места занимала группа Black Eyed Peas: «I Gotta Feeling» и «Boom Boom Pow». The Weeknd стал первым певцом-солистом, лидирующим исполнителем на своих треках на двух первых местах впервые с 2008 года, когда лидировал репер T.I. («Live Your Life» при участии Рианны и «Whatever You Like»). Другие семь исполнителей с одновременным лидерством своих хитов на № 1 и № 2 в одну неделю: Akon (2006), Mariah Carey (2005), Usher (2004), OutKast (2004), Nelly (2002), Bee Gees (1978) и the Beatles (1964). Причём Битлз контролировали Top-Two в сумме 10 недель в том году; а 4 апреля 1964 ливерпульская четвёртка занимала все пять первых мест (№ 1-5). Ещё одно достижение канадского певца The Weeknd состоит в том, что в эту неделю он вместе с синглом «Can’t Feel My Face» и своим альбомом Beauty Behind the Madness одновременно возглавил ещё и альбомный чарт Billboard 200. И это первый случай одновременного лидерства в двух главных американских хит-парадах Hot 100 и Billboard 200 после прошлогоднего (2004) достижения певицы Taylor Swift, когда лидировали её хиты «Shake It Off» и «Blank Space» и альбом 1989. Среди мужчин последний раз такое достижение было у певца Robin Thicke, когда 17 августа 2013 года его хит «Blurred Lines» и альбом лидировали одновременно в двух чартах (… если, конечно, не учитывать нынешнее немного сходное достижение Wiz Khalifa's' «See You Again» при участии Чарли Пут; лидировавшего 25 апреля 2015 года в Hot 100, родительский альбом-саундтрек которого Форсаж 7 был № 1 в Billboard 200)[13][14][15].
- 2 октября сингл «The Hills» певца The Weeknd сменил на позиции № 1 другой его хит «Can’t Feel My Face». Это первый случай смены чарттоппера одного и того же исполнителя с 2014 года, когда это сделала Тейлор Свифт, и первый с 2008 года для певца (мужчины), тогда это совершил T.I.. Певец The Weeknd стал 11-м исполнителем в истории, сменивший самого себя на первом месте основного хит-парада США Hot 100: Тейлор Свифт (29 ноября 2014 года хит «Blank Space» сменил на № 1 «Shake It Off»), the Beatles (в 1964 три их чарттоппера сменяли друг друга, «I Want to Hold Your Hand», «She Loves You» и «Can't Buy Me Love»); Boyz II Men (1994); Puff Daddy (1997); Ja Rule (2002); Nelly (2002); OutKast (2004); Usher (2004); T.I. (2008; «Whatever You Like» и «Live Your Life» с участием Rihanna); Black Eyed Peas (2009). Певец The Weeknd также стал первым певцом (мужчиной) с двумя хитами № 1 за один год впервые после Эминема (2010; «Not Afraid» и «Love the Way You Lie» при участии Rihanna)[16].
- 14 ноября хит-парад возглавил хит «Hello» британской певицы Adele, поставив рекорд цифровых загрузок: 1,11 млн. Одновременно он возглавил чарты Digital Songs (в 4-й раз) и Streaming Songs (1-й раз). Второй показатель с 61,6 млн загрузок (streams, или видео, радиозаказы, on-demand songs и продажи в онлайновых службах, в Streaming Songs), где лучший показатель в истории был только 2 марта 2013 года: Baauer's «Harlem Shake» (103 млн). «Hello» это 4-й чарттоппер певицы в США (и 1048-м в сумме с другим исполнителями за 57-летнюю историю чарта) после её предыдущих синглов: «Rolling in the Deep» (хит № 1 всего 2011 года), «Someone Like You» и «Set Fire to the Rain». Одновременно он стал 24-м чарттоппером сразу попавшим на первое место[17]. Это второй случай в истории, когда сразу и на № 1 и на № 2 дебютировали новые синглы: на втором месте 14 ноября дебютировал хит Sorry канадского певца Джастина Бибера. Первый раз такое дебютирование двух первых мест было 28 июня 2003 года, когда два финалиста шоу American Idol оказались лидерами чарта: финалист Клэй Эйкен (его сингл «This Is the Night» стал № 1) и победитель Рубен Стаддард («Flying Without Wings», № 2)[18].

## Список синглов № 1
| Дата        | Песня                | Исполнитель                              | Ссылка |
| ----------- | -------------------- | ---------------------------------------- | ------ |
| 3 января    | «Blank Space»        | Тейлор Свифт                             | [ 19 ] |
| 10 января   | «Blank Space»        | Тейлор Свифт                             | [ 20 ] |
| 17 января   | «Uptown Funk»        | Марк Ронсон при участии Бруно Марса      | [ 5 ]  |
| 24 января   | «Uptown Funk»        | Марк Ронсон при участии Бруно Марса      | [ 21 ] |
| 31 января   | «Uptown Funk»        | Марк Ронсон при участии Бруно Марса      | [ 22 ] |
| 7 февраля   | «Uptown Funk»        | Марк Ронсон при участии Бруно Марса      | [ 23 ] |
| 14 февраля  | «Uptown Funk»        | Марк Ронсон при участии Бруно Марса      | [ 24 ] |
| 21 февраля  | «Uptown Funk»        | Марк Ронсон при участии Бруно Марса      | [ 25 ] |
| 28 февраля  | «Uptown Funk»        | Марк Ронсон при участии Бруно Марса      | [ 26 ] |
| 7 марта     | «Uptown Funk»        | Марк Ронсон при участии Бруно Марса      | [ 27 ] |
| 14 марта    | «Uptown Funk»        | Марк Ронсон при участии Бруно Марса      | [ 28 ] |
| 21 марта    | «Uptown Funk»        | Марк Ронсон при участии Бруно Марса      | [ 6 ]  |
| 28 марта    | «Uptown Funk»        | Марк Ронсон при участии Бруно Марса      | [ 29 ] |
| 4 апреля    | «Uptown Funk»        | Марк Ронсон при участии Бруно Марса      | [ 30 ] |
| 11 апреля   | «Uptown Funk»        | Марк Ронсон при участии Бруно Марса      | [ 7 ]  |
| 18 апреля   | «Uptown Funk»        | Марк Ронсон при участии Бруно Марса      | [ 8 ]  |
| 25 апреля   | «See You Again»      | Wiz Khalifa при участии Чарли Пута       | [ 9 ]  |
| 2 мая       | «See You Again»      | Wiz Khalifa при участии Чарли Пута       | [ 31 ] |
| 9 мая       | «See You Again»      | Wiz Khalifa при участии Чарли Пута       | [ 32 ] |
| 16 мая      | «See You Again»      | Wiz Khalifa при участии Чарли Пута       | [ 10 ] |
| 23 мая      | «See You Again»      | Wiz Khalifa при участии Чарли Пута       | [ 33 ] |
| 30 мая      | «See You Again»      | Wiz Khalifa при участии Чарли Пута       | [ 34 ] |
| 6 июня      | «Bad Blood»          | Тейлор Свифт при участии Кендрика Ламара | [ 11 ] |
| 13 июня     | «See You Again»      | Wiz Khalifa при участии Чарли Пута       | [ 35 ] |
| 20 июня     | «See You Again»      | Wiz Khalifa при участии Чарли Пута       | [ 36 ] |
| 27 июня     | «See You Again»      | Wiz Khalifa при участии Чарли Пута       | [ 37 ] |
| 4 июля      | «See You Again»      | Wiz Khalifa при участии Чарли Пута       | [ 38 ] |
| 11 июля     | «See You Again»      | Wiz Khalifa при участии Чарли Пута       | [ 39 ] |
| 18 июля     | «See You Again»      | Wiz Khalifa при участии Чарли Пута       | [ 40 ] |
| 25 июля     | «Cheerleader»        | OMI                                      | [ 41 ] |
| 1 августа   | «Cheerleader»        | OMI                                      | [ 42 ] |
| 8 августа   | «Cheerleader»        | OMI                                      | [ 43 ] |
| 15 августа  | «Cheerleader»        | OMI                                      | [ 44 ] |
| 22 августа  | «Can’t Feel My Face» | The Weeknd                               | [ 12 ] |
| 29 августа  | «Cheerleader»        | OMI                                      | [ 45 ] |
| 5 сентября  | «Cheerleader»        | OMI                                      | [ 46 ] |
| 12 сентября | «Can’t Feel My Face» | The Weeknd                               | [ 13 ] |
| 19 сентября | «What Do You Mean?»  | Джастин Бибер                            | [ 47 ] |
| 26 сентября | «Can’t Feel My Face» | The Weeknd                               | [ 14 ] |
| 3 октября   | «The Hills»          | The Weeknd                               | [ 16 ] |
| 10 октября  | «The Hills»          | The Weeknd                               | [ 48 ] |
| 17 октября  | «The Hills»          | The Weeknd                               | [ 49 ] |
| 24 октября  | «The Hills»          | The Weeknd                               | [ 50 ] |
| 31 октября  | «The Hills»          | The Weeknd                               | [ 51 ] |
| 7 ноября    | «The Hills»          | The Weeknd                               | [ 52 ] |
| 14 ноября   | «Hello»              | Адель                                    | [ 17 ] |
| 21 ноября   | «Hello»              | Адель                                    | [ 53 ] |
| 28 ноября   | «Hello»              | Адель                                    | [ 54 ] |
| 5 декабря   | «Hello»              | Адель                                    | [ 55 ] |
| 12 декабря  | «Hello»              | Адель                                    | [ 56 ] |
| 19 декабря  | «Hello»              | Адель                                    | [ 57 ] |
| 26 декабря  | «Hello»              | Адель                                    | [ 58 ] |

## Лидеры по числу недель
| Исполнитель | Число недель на № 1 | Число хитов № 1 |
| ----------- | ------------------- | --------------- |
| Марк Ронсон | 14                  | 1               |
| Уиз Халифа  | 12                  | 1               |
| The Weeknd  | 9 (3+6)             | 2               |
| Адель       | 7                   | 1               |
| OMI         | 6                   | 1               |